# Life Makes Sense If You’re Famous
Life Makes Sense If You're Famous (pl. Życie ma sens, jeśli jesteś popularny) – amerykański film krótkometrażowy z 2001 r. Reżyserem, scenarzystą i producentem filmu jest Erik MacArthur, twórca Szampańskiego życia (2006), w głównych rolach występują: Paul Walker (Szybcy i wściekli), Desmond Harrington (Droga bez powrotu) oraz Scott Caan (60 sekund).
Projekt opowiada o skromnych początkach młodego aktora oraz trójki jego przyjaciół w Hollywood.